# 内路恵須取線
内路恵須取線（ないろえすとるせん）は、かつて樺太に存在した樺太庁道であり、敷香郡内路村から恵須取郡恵須取町を結んでいた。通称内恵道路(ないけいどうろ)。

## 概要
- 総延長 110.3km
- 幅員 全線5.5m
- 鉄道省省営自動車内恵線のバス路線は同線を走っていた。

## 歴史
- 1938年開通
- 同年鉄道省省営自動車内恵線運行開始。

## 経由地
- 敷香郡内路村 - 泊岸村 - 恵須取郡恵須取町

## 接続道路
- 敷香郡内路村
  - 大泊国境線
- 恵須取郡恵須取町
  - 本斗安別線